# Круковер, Исаак Михайлович
Исаак Михайлович Круковер (5 января 1893, Севастополь — 12 января 1960, Иркутск) — советский оториноларинголог, профессор.

## Биография
Родился 22 декабря 1892 (5 января 1893 года) в Севастополе.
В 1923 году окончил Ростовский медицинский институт. После защиты диплома оставлен на организованной в этом году кафедре болезней уха, горла и носа одним из двух первых преподавателей — работал ординатором, ассистентом, приват-доцентом.
1931—1960 годы — заведующий кафедрой оториноларингологии Иркутского медицинского института (с 1933 года председатель Иркутского отделения Всесоюзного научного общества оториноларингологов, с 1935 года профессор).
Докторскую диссертацию защитил в 1938 году по теме «Влияние никотина, курения и табачной пыли на верхние дыхательные пути человека и животных».
В течение нескольких лет был заместителем директора института по учебно-научной работе и заведующим отделом здравоохранения Иркутского облисполкома.
Под его руководством были защищены 6 кандидатских диссертаций и одна докторская. Автор 3 монографий и более 67 научных работ.
Жил в Иркутске в Доме специалистов.
Жена — Дживелегова (Круковер) Мария Павловна, врач. Родственница Дживелегова Алексея Карповича.
Сыновья — литератор, журналист, филолог, доктор наук Владимир Исаевич Круковер, геолог и радиоспециалист, бизнесмен Михаил Исаакович Круковер и физик, кандидат наук Павел Исаевич Круковер.

## Научные интересы
Профессиональная патология ЛОР органов, проблемы физиологии и патологии слизистой оболочки верхних дыхательных путей, физиология миндалин. Разработал метод санации миндалин и методику исследования мукоцилиарной транспортной системы слизистой оболочки носа.

## Монографии
- Верхние дыхательные пути и орган слуха при проказе. М.—Л.: Биомедгиз, 1936. — 138 с. (перед загл: проф. И. М. Круковер и пр.-доц. И. В Гольдфарб из Иркутского лепрозория, и Клиника ушных, горловых и носовых болезней Вост.-Сиб. мед. ин-та. 16 тип. треста «Полиграфкнига» в Мск.)[17]

## Награды и звания
Награждён орденом «Знак Почёта», заслуженный врач Бурятской АССР.